# Greg Ridley

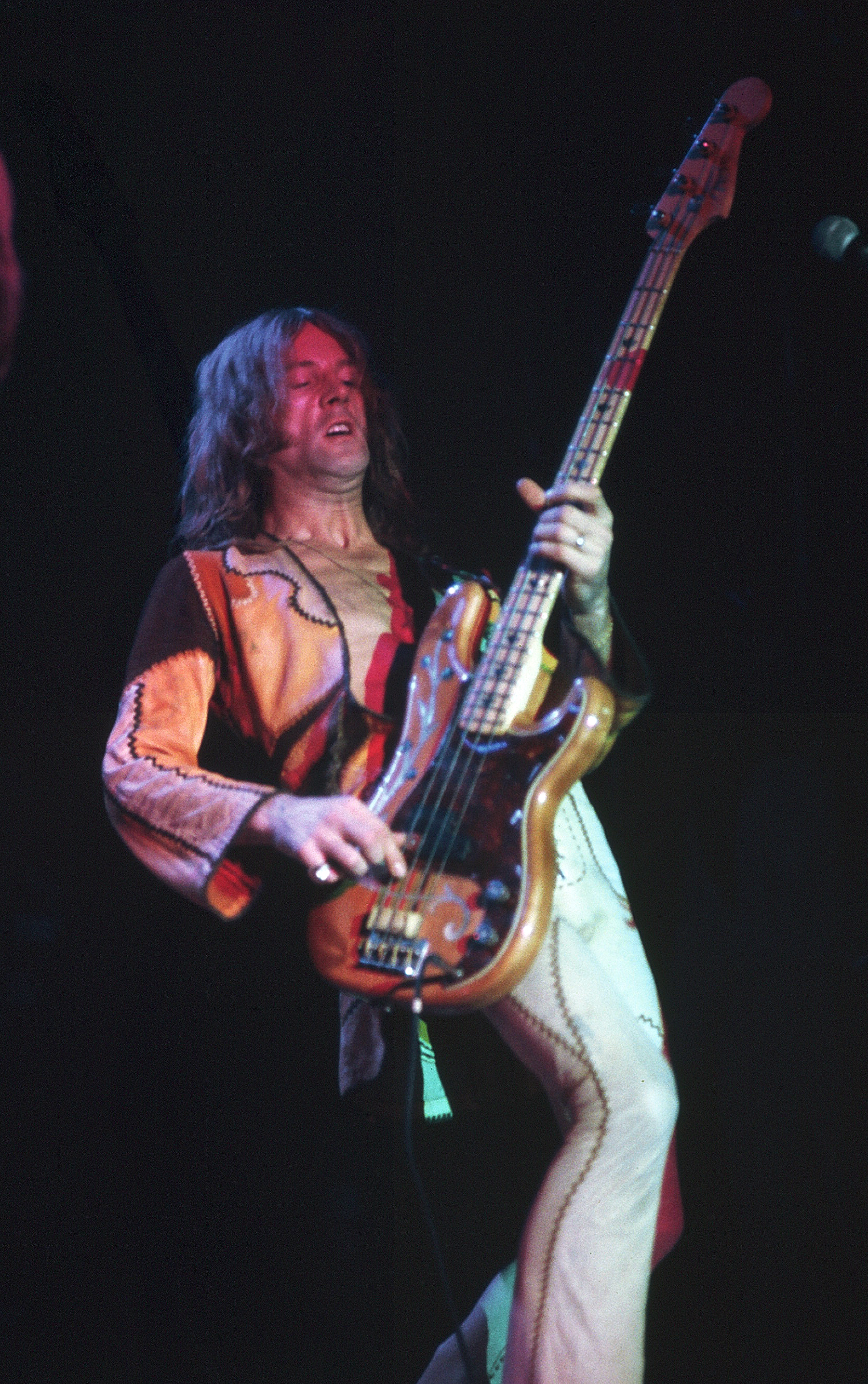
Greg Ridley, 1973

Greg Ridley, geboren als Alfred Gregory Ridley (* 23. Oktober 1947 in Aspatria im heutigen Bezirk Allerdale, Cumbria; † 19. November 2003 in Alicante, Spanien), war ein britischer Rockmusiker, der bekannt wurde als Bassgitarrist der Gruppen Spooky Tooth und Humble Pie.

## Leben
Alf Ridley wuchs in Carlisle (im heutigen Bezirk City of Carlisle) auf und sammelte erste Erfahrung bei Schülerbands (Dino & The Danubes, The Dakotas) und spielte schon mit sechzehn bei der Band The VIPs. Als guter Sänger war er Frontmann der Band, die nach regionalen Erfolgen auch in der Londoner Clubszene zu Auftritten kam und gelegentlich auch im Star-Club in Hamburg spielte. In dieser Zeit entstanden erste Plattenaufnahmen, darunter die Singles Wintertime, I Wanna Be Free und Straight Down To The Bottom. Keith Emerson stieg für kurze Zeit bei The VIPs ein, die Band veröffentlichte 1967 das Album Supernatural Fairy Tales unter dem Namen Art. Mit dem Wechsel von Gary Wright für Emerson und der Umbenennung in Spooky Tooth wurde Ridley einer der bekanntesten Bassisten in der Londoner Musikszene. In die Zeit der späten Sechziger fällt die Veröffentlichung zweier Alben, It’s all about (1968) und Spooky Two (1969). Einem großen Publikum wurde er bekannt, nachdem er gemeinsam mit Steve Marriott bei Humble Pie einstieg; er blieb bei der Gruppe bis zu ihrer Auflösung im Jahre 1975 und prägte mit seinem Bass den Bluesrock der Band.
Nach dem Zerfall der Gruppe tat sich Ridley mit Clem Clempson und Cozy Powell zur Band Strange Brew zusammen, spielte aber nebenbei noch mit Marriott, mit dem er in dieser Zeit ein bis heute unveröffentlichtes Album aufnahm. Auch bei den Marriott’s All Stars seines Freundes war Ridley Bassist und Sänger – ein Album und zwei kleine Tourneen sind das Ergebnis dieses Engagements. Danach zog sich Ridley aus dem Musikgeschäft zurück, in diese Zeit fällt der Tod seines Freundes Steve Marriott (1991). Zum zehnten Todestag Marriotts trat Ridley zusammen mit den ehemaligen Humble-Pie-Mitgliedern Jerry Shirley, Peter Frampton und Clem Clempson beim Marriott Memorial Concert im Londoner Astoria auf. Aus diesem Auftritt entwickelte sich die Idee, Humble Pie wieder aufleben zu lassen und Ridley tat sich mit Jerry Shirley, Bobby Tench, Dave Colwell und Zoot Money zu Humble Pie MkIII zusammen. Eine Tournee und Studioaufnahmen wurden geplant, aber durch den Tod Ridleys an Komplikationen nach einer Lungenentzündung 2003 zunichtegemacht. Die verbliebenen Mitglieder des durch Ridleys Tod gescheiterten Projektes spielten 2004 bei einem Konzert zum Gedenken an Greg Ridley.
Ridley hinterließ seine Frau mit zwei Söhnen und zwei Töchtern.

## Stationen und Diskographie
- 1963–1968 The VIPs – The Complete VIPs (2006)
- 1968 Art
- 1968–1969 Spooky Tooth – It’s all about (1968); Spooky Two (1969)
- 1969–1975 Humble Pie – As safe as yesterday is (1969); Town and country (1969); Humble Pie (1970); Rock on (1971); Smokin’ (1972); Eat it (1973); Thunderbox (1974); Street rats (1975)
- 1976–1988 Marriott’s All Stars
- 1999–2001 Humble Pie – Back on track (2001)
- 2001–2003 The Rockets
- 2003 Greg Ridley’s Humble Pie
- Solo-Veröffentlichung (posthum) 2005 – Anthology: All I ever needed[4]